# Rebel Heart
Rebel Heart – trzynasty album studyjny amerykańskiej wokalistki Madonny, wydany 6 marca 2015 roku. W grudniu 2014 do internetu wyciekło 13 dem nagranych przez artystkę, przez co premiera albumu została przyspieszona. 20 grudnia 2014 oficjalnie wydano na iTunes 6 utworów z albumu, które Madonna nazwała „prezentem świątecznym”.
Za produkcję albumu odpowiedzialni są m.in. Kanye West, Avicii, Diplo i Ryan Tedder. Głównym singlem promującym album został utwór „Living for Love”, wydany 20 grudnia 2014.
Płyta zdobyła głównie pozytywne recenzje krytyków i odniosła sukces komercyjny, sprzedając się w nakładzie przekraczającym 1 mln egzemplarzy. Dotarła do pierwszych miejsc list sprzedaży w ponad 20 krajach. Amerykański tygodnik „People” napisał: „Rebel Heart jest najlepszą płytą Madonny od 1998”. Album porusza takie tematy jak miłość, rebelia i religia. Na albumie udzielili się m.in.: pięściarz Mike Tyson oraz Nicki Minaj, Nas i Chance the Rapper.
Album w Polsce uzyskał status złotej płyty.

## Lista utworów
| Edycja standardowa | Edycja standardowa                                                 | Edycja standardowa | Edycja standardowa                                                                         | Edycja standardowa |
| Nr                 | Tytuł utworu                                                       | Autorstwo | Produkcja                                                                                  | Długość            |
| ------------------ | ------------------------------------------------------------------ | --- | ------------------------------------------------------------------------------------------ | ------------------ |
| 1.                 | „Living for Love”                                                  | Madonna, Diplo, MoZella, Toby Gad, Ariel Rechtshaid                                                                    | Madonna, Diplo, Ariel Rechtshaid                                                           | 3:38               |
| 2.                 | „Devil Pray”                                                       | Madonna, Avicii, Arash Pournouri, Carl Falk, Rami Yacoub, Savan Kotecha, DJ Dahi, BloodPop                             | Madonna, Avicii, DJ Dahi, BloodPop                                                         | 4:05               |
| 3.                 | „Ghosttown”                                                        | Madonna, Jason Evigan, Sean Douglas, E. Kidd Bogart                                                                    | Madonna, Billboard, Jason Evigan                                                           | 4:08               |
| 4.                 | „Unapologetic Bitch”                                               | Madonna, Diplo, Shelco Garcia, Bryan Orellana, MoZella, Toby Gad                                                       | Madonna, Shelco Garcia & Teenwolf, BV, Diplo, Ariel Rechtshaid                             | 3:50               |
| 5.                 | „Illuminati”                                                       | Madonna, MoZella, Toby Gad, Symbolyc One, Mike Dean, Kanye West, Charlie Heat, Travis Scott                            | Madonna, Kanye West, Mike Dean, Symbolyc One, Charlie Heat, Travis Scott                   | 3:43               |
| 6.                 | „Bitch I’m Madonna” (z gościnnym udziałem Nicki Minaj)             | Madonna, Diplo, Ariel Rechtshaid, MoZella, Toby Gad, Nicki Minaj, Sophie                                               | Madonna, Diplo                                                                             | 3:47               |
| 7.                 | „Hold Tight”                                                       | Madonna, Diplo, MoZella, Toby Gad, MNEK, Philip Meckseper                                                              | Madonna                                                                                    | 3:37               |
| 8.                 | „Joan of Arc”                                                      | Madonna, Toby Gad, MoZella, Symbolyc One                                                                               | Madonna, Toby Gad, AFSHeeN, Josh Cumbee                                                    | 4:01               |
| 9.                 | „Iconic” (z gościnnym udziałem Chance the Rappera i Mike’a Tysona) | Madonna, Toby Gad, MoZella, Symbolyc One, Chance the Rapper, DJ Dahi, BloodPop                                         | Madonna, Toby Gad, AFSHeeN, Josh Cumbee, DJ Dahi, Mike D                                   | 4:33               |
| 10.                | „HeartBreakCity”                                                   | Madonna, Avicii, Arash Pournouri, NoNoNo (Astma, Rocwell), Delilah, Salem Al Fakir, Magnus Lidehäll, Vincent Pontare   | Madonna, Avicii, Salem Al Fakir, Magnus Lidehäll, Vincent Pontare, NoNoNo (Astma, Rocwell) | 3:33               |
| 11.                | „Body Shop”                                                        | Madonna, Toby Gad, MoZella, Symbolic One, DJ Dahi, BloodPop                                                            | Madonna, DJ Dahi, Michael Diamonds, Toby Gad                                               | 3:39               |
| 12.                | „Holy Water”                                                       | Madonna, Cherry Cherry Boom Boom, Natalia Kills, Mike Dean, Kanye West, Tommy Brown                                    | Madonna, Mike Dean, Kanye West, Charlie Heat                                               | 4:09               |
| 13.                | „Inside Out”                                                       | Madonna, Jason Evigan, Sean Douglas, E. Kidd Bogart, Mike Dean                                                         | Madonna, Mike Dean                                                                         | 4:23               |
| 14.                | „Wash All Over Me”                                                 | Madonna, Avicii, Arash Pournouri, Salem Al Fakir, Magnus Lidehall, Vincent Pontare, Mike Dean, Kanye West, Tommy Brown | Madonna, Avicii, Mike Dean, Kanye West, Charlie Heat                                       | 4:00               |
|                    |                                                                    | |                                                                                            | 55:06              |

| Edycja specjalna | Edycja specjalna                                                   | Edycja specjalna | Edycja specjalna                                                                           | Edycja specjalna |
| Nr               | Tytuł utworu                                                       | Autorstwo | Produkcja                                                                                  | Długość          |
| ---------------- | ------------------------------------------------------------------ | --- | ------------------------------------------------------------------------------------------ | ---------------- |
| 1.               | „Living for Love”                                                  | Madonna, Diplo, MoZella, Toby Gad, Ariel Rechtshaid                                                                    | Madonna, Diplo, Ariel Rechtshaid                                                           | 3:38             |
| 2.               | „Devil Pray”                                                       | Madonna, Avicii, Arash Pournouri, Carl Falk, Rami Yacoub, Savan Kotecha, DJ Dahi, BloodPop                             | Madonna, Avicii, DJ Dahi, Mike Dean                                                        | 4:05             |
| 3.               | „Ghosttown”                                                        | Madonna, Jason Evigan, Sean Douglas, E. Kidd Bogart                                                                    | Madonna, Billboard, Jason Evigan                                                           | 4:08             |
| 4.               | „Unapologetic Bitch”                                               | Madonna, Diplo, Shelco Garcia, Bryan Orellana, MoZella, Toby Gad                                                       | Madonna, Shelco Garcia & Teenwolf, BV, Diplo, Ariel Rechtshaid                             | 3:50             |
| 5.               | „Illuminati”                                                       | Madonna, MoZella, Toby Gad, Symbolyc One, Mike Dean,[Kanye West, Charlie Heat, Travis Scott                            | Madonna, Kanye West, Mike Dean, Symbolyc One, Charlie Heat, Travis Scott                   | 3:43             |
| 6.               | „Bitch I’m Madonna” (z gościnnym udziałem Nicki Minaj)             | Madonna, Diplo, Ariel Rechtshaid, MoZella, Toby Gad, Nicki Minaj, Sophie                                               | Madonna, Diplo                                                                             | 3:47             |
| 7.               | „Hold Tight”                                                       | Madonna, Diplo, MoZella, Toby Gad, MNEK, Philip Meckseper                                                              | Madonna                                                                                    | 3:37             |
| 8.               | „Joan of Arc”                                                      | Madonna, Toby Gad, MoZella, Symbolyc One                                                                               | Madonna, Toby Gad, AFSHeeN, Josh Cumbee                                                    | 4:01             |
| 9.               | „Iconic” (z gościnnym udziałem Chance the Rappera i Mike’a Tysona) | Madonna, Toby Gad, MoZella, Symbolyc One, Chance the Rapper, DJ Dahi, BloodPop                                         | Madonna, Toby Gad, AFSHeeN, Josh Cumbee, DJ Dahi, Mike D                                   | 4:33             |
| 10.              | „HeartBreakCity”                                                   | Madonna, Avicii, Arash Pournouri, NoNoNo (Astma, Rocwell), Delilah, Salem Al Fakir, Magnus Lidehäll, Vincent Pontare   | Madonna, Avicii, Salem Al Fakir, Magnus Lidehäll, Vincent Pontare, NoNoNo (Astma, Rocwell) | 3:33             |
| 11.              | „Body Shop”                                                        | Madonna, Toby Gad, MoZella, Symbolic One, DJ Dahi, BloodPop                                                            | Madonna, DJ Dahi, Michael Diamonds, Toby Gad                                               | 3:39             |
| 12.              | „Holy Water”                                                       | Madonna, Cherry Cherry Boom Boom, Natalia Kills, Mike Dean, Kanye West, Tommy Brown                                    | Madonna, Mike Dean, Kanye West, Charlie Heat                                               | 4:09             |
| 13.              | „Inside Out”                                                       | Madonna, Jason Evigan, Sean Douglas, E. Kidd Bogart, Mike Dean                                                         | Madonna, Mike Dean                                                                         | 4:23             |
| 14.              | „Wash All Over Me”                                                 | Madonna, Avicii, Arash Pournouri, Salem Al Fakir, Magnus Lidehall, Vincent Pontare, Mike Dean, Kanye West, Tommy Brown | Madonna, Avicii, Mike Dean, Kanye West, Charlie Heat                                       | 4:00             |
| 15.              | „Best Night”                                                       | Madonna, Diplo, MoZella, Toby Gad, Jimmy Napes, Djemba Djemba                                                          | Madonna, Diplo                                                                             | 3:33             |
| 16.              | „Veni Vidi Vici” (z gościnnym udziałem Nas)                        | Madonna, Diplo, Ariel Rechtshaid, MoZella, Toby Gad, Nas, Joel Ma, Dustin McLean                                       | Madonna, Diplo                                                                             | 4:39             |
| 17.              | „S.E.X.”                                                           | Madonna, Toby Gad, MoZella, Symbolic One, Mike Dean, Kanye West, Tommy Brown                                           | Madonna, Kanye West, Charlie Heat, Mike Dean                                               | 4:11             |
| 18.              | „Messiah”                                                          | Madonna, Avicii, Arash Pournouri, Salem Al Fakir, Magnus Lidehall, Vincent Pontare                                     | Madonna, Avicii, Salem Al Fakir, Magnus Lidehall, Vincent Pontare                          | 3:22             |
| 19.              | „Rebel Heart”                                                      | Madonna, Avicii, Arash Pournouri, Salem Al Fakir, Magnus Lidehall, Vincent Pontare                                     | Madonna, Avicii, Salem Al Fakir, Magnus Lidehall, Vincent Pontare                          | 3:21             |
|                  |                                                                    | |                                                                                            | 1:14:12          |

| Edycja super deluxe – dodatkowy dysk | Edycja super deluxe – dodatkowy dysk                 | Edycja super deluxe – dodatkowy dysk                                                       | Edycja super deluxe – dodatkowy dysk                                              | Edycja super deluxe – dodatkowy dysk |
| Nr                                   | Tytuł utworu                                         | Autorstwo                                                                                  | Produkcja                                                                         | Długość                              |
| ------------------------------------ | ---------------------------------------------------- | ------------------------------------------------------------------------------------------ | --------------------------------------------------------------------------------- | ------------------------------------ |
| 1.                                   | „Beautiful Scars”                                    | Madonna, Rick Nowels, DJ Dahi, BloodPop                                                    | Madonna, DJ Dahi, Michael Diamonds                                                | 4:19                                 |
| 2.                                   | „Borrowed Time”                                      | Madonna, Avicii, Arash Pournouri, Carl Falk, Rami Yacoub, Savan Kotecha, DJ Dahi, BloodPop | Madonna, Avicii, Carl Falk, DJ Dahi, Michael Diamonds                             | 3:24                                 |
| 3.                                   | „Addicted”                                           | Madonna, Avicii, Arash Pournouri, Carl Falk, Rami Yacoub, Savan Kotecha                    | Madonna, Avicii, Carl Falk                                                        | 3:33                                 |
| 4.                                   | „Graffiti Heart”                                     | Madonna, MoZella, Toby Gad, Symbolic One                                                   | Madonna, Toby Gad, AFSHeeN, Josh Cumbee                                           | 3:39                                 |
| 5.                                   | „Living for Love” (Paulo & Jackinsky Full Vocal Mix) | Madonna, Diplo, MoZella, Toby Gad, Ariel Rechtshaid                                        | Madonna, Diplo, Ariel Rechtshaid, Paulo Gois (remiks), Alain Jackinsky (remiks)   | 7:14                                 |
| 6.                                   | „Living for Love” (Funk Generation & H3drush Dub)    | Madonna, Diplo, MoZella, Toby Gad, Ariel Rechtshaid                                        | Madonna, Diplo, Ariel Rechtshaid, Michael Rizzo (remiks), Steve Migliore (remiks) | 6:07                                 |
|                                      |                                                      |                                                                                            |                                                                                   | 28:16                                |

| Bonusowy utwór w wydaniu niemieckim dla sklepu Media Markt (w wersji standardowej i specjalnej) | Bonusowy utwór w wydaniu niemieckim dla sklepu Media Markt (w wersji standardowej i specjalnej) | Bonusowy utwór w wydaniu niemieckim dla sklepu Media Markt (w wersji standardowej i specjalnej) | Bonusowy utwór w wydaniu niemieckim dla sklepu Media Markt (w wersji standardowej i specjalnej) | Bonusowy utwór w wydaniu niemieckim dla sklepu Media Markt (w wersji standardowej i specjalnej) |
| Nr                                                                                              | Tytuł utworu                                                                                    | Autorstwo                                                                                       | Produkcja                                                                                       | Długość                                                                                         |
| ----------------------------------------------------------------------------------------------- | ----------------------------------------------------------------------------------------------- | ----------------------------------------------------------------------------------------------- | ----------------------------------------------------------------------------------------------- | ----------------------------------------------------------------------------------------------- |
| 1.                                                                                              | „Auto-Tune Baby”                                                                                | Madonna, Diplo, Mike Dean, Kanye West, Tommy Brown                                              | Madonna, Diplo, Kanye West, Mike Dean, Charlie Heat                                             | 4:19                                                                                            |
|                                                                                                 |                                                                                                 |                                                                                                 |                                                                                                 | 4:19                                                                                            |

| Japońska edycja specjalna – dodatkowy dysk DVD | Japońska edycja specjalna – dodatkowy dysk DVD                                   | Japońska edycja specjalna – dodatkowy dysk DVD | Japońska edycja specjalna – dodatkowy dysk DVD |
| Nr                                             | Tytuł utworu                                                                     | Reżyseria                                      | Długość                                        |
| ---------------------------------------------- | -------------------------------------------------------------------------------- | ---------------------------------------------- | ---------------------------------------------- |
| 1.                                             | „Living for Love”                                                                | J.A.C.K.                                       | 4:08                                           |
| 2.                                             | „Ghosttown”                                                                      | Jonas Åkerlund                                 | 5:30                                           |
| 3.                                             | „Bitch I’m Madonna” (z gościnnym udziałem Nicki Minaj)                           | Jonas Åkerlund                                 | 4:05                                           |
| 4.                                             | „Bitch I’m Madonna” (Sander Kleinenberg Remix; z gościnnym udziałem Nicki Minaj) | Jonas Åkerlund                                 | 3:25                                           |